# Валерія Максимілла
Валерія Максимілла (лат. Valeria Maximilla; пом. після 312) — дочка римського імператора Галерія та дружина римського імператора Максенція.

## Життєпис
Була донькою цезаря Галерія від його першої дружини, ім'я якої невідоме. Задля зміцнення династичних зв'язків у 293 році Валерія була видана заміж за Максенція, сина тодішнього імператора Максиміана. Подружжя мало двох синів: Валерія Ромула та ще одного, ім'я якого не зберіглося.
У 306 її чоловік самостійно проголосив себе імператором, але інші правителі цього рішення не визнали. Відтоді Максенцій брав участь у Громадянських війнах Тетрархії, борючись у союзі з Максиміном Дазою проти Галерія, Ліцинія та Костянтина I.
Під час правління чоловіка Валерія перебувала у Римі. У 312, після поразки та загибелі Максенція внаслідок битви біля Мульвійського мосту вона, потрапила у полон до Костянтина I. Про подальшу долю Максимілли немає відомостей.
Не зберіглося жодного зображення Валерії Максимілли на монетах. Після поразки та загибелі її чоловіка, Максенція, всі портрети з членами його родини мали бути спотворені. Ймовірно, одне зі спотворених погрудь, що наразі зберігається в Капітолійських музеях у Римі, належить саме Валерії.
В агіографії Святої Катерини Александрійської, що наводиться Яковом Ворагінським в збірці «Золота легенда», згадується королева, що після зустрічі з Катериною, прийняла християнство. За легендою, вони разом були катовані та страчені переслідувачем християн Максенцієм. Іноді вищезазначена королева ототожнюється з Валерією Максиміллою.

## Родина
Чоловік — Максенцій
Діти:
- Валерій Ромул
- син (ім'я невідоме)